# U.S. Pro Tennis Championships 1985
Lo U.S. Pro Tennis Championships 1985  è stato un torneo di tennis giocato sulla terra rossa. È stata la 58ª edizione del torneo, che fa parte del Nabisco Grand Prix 1985. Il torneo si è giocato al Longwood Cricket Club di Boston negli USA, dall'8 al 14 luglio 1985.

## Campioni

### Singolare maschile
Mats Wilander ha battuto in finale  Martín Jaite con il punteggio di 6–2, 6–4

### Doppio maschile
Libor Pimek /  Slobodan Živojinović hanno battuto in finale  Peter McNamara /  Paul McNamee con il punteggio di 2–6, 6–4, 7–6